# A Bola de Cristal (pintura)
A Bola de Cristal, (em inglês:  The Crystal Ball) é uma pintura de John William Waterhouse concluído em 1902. Waterhouse a exibiu junto com O Missal, na Academia Real em 1902. A pintura mostra a influência do Renascimento italiano com linhas verticais e horizontais, juntamente com círculos ", em vez de os arcos pontiagudos da Arte Gótica".
Parte de uma coleção particular, a pintura foi restaurada para mostrar o crânio que havia sido coberto por um proprietário anterior.